# 고마키 유이치
고마키 유이치(일본어: 小牧 雄一, 1967년 5월 2일 ~ )는 일본의 전 프로 야구 선수이자 야구 지도자이다.
현역 시절인 1994년부터 2000년까지의 등록명은 ‘小牧 優一’(동음).

## 인물
가고시마현 히오키시에서 태어나 가고시마 상업고등학교를 졸업하고 사회인 야구팀을 거쳐 1990년 드래프트 5순위로 닛폰햄 파이터스에 입단했다. 그러나 다무라 후지오 등 주전 포수들의 경쟁에 밀려 출전 기회를 받지 못했고, 대부분 2군이나 불펜에서 생활하는 등 순탄찮은 현역 시절을 보냈다. 1군에서는 한때 외야수로도 출전하기도 했다.
2000년 시즌 종료 후 닛폰햄을 퇴단하면서 세이부 라이온스에 테스트를 통해 입단했지만 이토 쓰토무를 비롯한 주전 포수들의 활약으로 출전 기회를 받지 않았다. 2003년 시즌 끝으로 현역 생활을 은퇴했고 이듬해 2004년은 세이부의 불펜 포수를 맡았다.
2006년부터 2007년까지 시코쿠 규슈 아일랜드 리그의 고치 파이팅 독스의 코치를 맡았고 2008년부터 베이스볼 챌린지 리그인 도야마 선더버즈의 코치로 발탁돼 2010년 시즌 종료 후 계약 만료에 의해 퇴단했다. 2012년에는 KBO 리그 팀인 두산 베어스의 불펜 코치로 발탁되어 1시즌 간 활동했다.

## 상세 정보

### 출신 학교
- 가고시마 시립 가고시마 상업고등학교

### 선수 경력
사회인 시대
- 미쓰비시 자동차 미즈시마

프로팀 경력
- 닛폰햄 파이터스(1991년 ~ 2000년)
- 세이부 라이온스(2001년 ~ 2003년)

### 지도자 경력
- 고치 파이팅 독스 코치(2006년 ~ 2007년)
- 도야마 선더버즈 코치(2008년 ~ 2010년)
- 두산 베어스 불펜·배터리 코치(2012년)

### 개인 기록
- 첫 출장 : 1991년 5월 10일, 대 롯데 오리온스 6차전(도쿄 돔)
- 첫 안타·첫 타점 : 상동.[2]
- 첫 홈런 : 1991년 5월 22일, 대 후쿠오카 다이에 호크스 7차전(도쿄 돔)[3]

### 등번호
- 41(1991년 ~ 2000년)
- 62(2001년 ~ 2003년)
- 87(2012년)

### 등록명
- 小牧 雄一(1991년 ~ 1993년, 2001년 ~ 2003년)
- 小牧 優一(1994년 ~ 2000년)

### 연도별 타격 성적
| 연 도      | 소 속      | 경 기 | 타 석 | 타 수 | 득 점 | 안 타 | 2 루 타 | 3 루 타 | 홈 런 | 루 타 | 타 점 | 도 루 | 도 루 자 | 희 생 번 | 희 생 플 | 볼 넷 | 고 4 | 사 구 | 삼 진 | 병 살 타 | 타 율 | 출 루 율 | 장 타 율 | O P S |
| ---------- | ---------- | ----- | ----- | ----- | ----- | ----- | ------- | ------- | ----- | ----- | ----- | ----- | -------- | -------- | -------- | ----- | ---- | ----- | ----- | -------- | ----- | -------- | -------- | ----- |
| 1991년     | 닛폰햄     | 17    | 37    | 31    | 2     | 11    | 2       | 0       | 1     | 16    | 6     | 1     | 1        | 1        | 0        | 4     | 0    | 1     | 7     | 0        | .355  | .444     | .516     | .960  |
| 1993년     | 닛폰햄     | 2     | 4     | 4     | 0     | 0     | 0       | 0       | 0     | 0     | 0     | 0     | 1        | 0        | 0        | 0     | 0    | 0     | 2     | 0        | .000  | .000     | .000     | .000  |
| 1996년     | 닛폰햄     | 5     | 3     | 3     | 0     | 1     | 0       | 0       | 0     | 1     | 0     | 0     | 0        | 0        | 0        | 0     | 0    | 0     | 0     | 0        | .333  | .333     | .333     | .666  |
| 1997년     | 닛폰햄     | 3     | 2     | 2     | 0     | 0     | 0       | 0       | 0     | 0     | 0     | 0     | 0        | 0        | 0        | 0     | 0    | 0     | 0     | 0        | .000  | .000     | .000     | .000  |
| 1998년     | 닛폰햄     | 4     | 2     | 2     | 0     | 0     | 0       | 0       | 0     | 0     | 0     | 0     | 0        | 0        | 0        | 0     | 0    | 0     | 1     | 0        | .000  | .000     | .000     | .000  |
| 2000년     | 닛폰햄     | 3     | 3     | 3     | 0     | 0     | 0       | 0       | 0     | 0     | 0     | 0     | 0        | 0        | 0        | 0     | 0    | 0     | 0     | 0        | .000  | .000     | .000     | .000  |
| 통산 : 6년 | 통산 : 6년 | 34    | 51    | 45    | 0     | 12    | 2       | 0       | 1     | 17    | 6     | 1     | 2        | 1        | 0        | 4     | 0    | 1     | 10    | 0        | .267  | .340     | .378     | .718  |

- 1992년, 1994년, 1995년, 1999년, 2001년 ~ 2003년은 1군 출장 없음.